# Halowe Mistrzostwa Europy w Lekkoatletyce 1975 – bieg na 400 m kobiet
Bieg na 400 metrów kobiet – jedna z konkurencji biegowych rozgrywanych podczas halowych lekkoatletycznych mistrzostw Europy w hali Rondo w Katowicach. Eliminacje zostały rozegrane 8 marca, a bieg finałowy 9 marca 1975. Zwyciężyła reprezentantka Wielkiej Brytanii Verona Elder, która była już mistrzynią na tym dystansie w 1973. Tytułu zdobytego na poprzednich mistrzostwach nie broniła Jelica Pavličić z Jugosławii.

## Rezultaty

### Eliminacje
Rozegrano 2 biegi eliminacyjne, do których przystąpiło 6 biegaczek. Awans do półfinału dawało zajęcie jednego z pierwszych dwóch miejsc w swoim biegu (Q).
Opracowano na podstawie materiału źródłowego.
Bieg 1
| Miejsce | Zawodniczka       | Czas  | Uwagi |
| ------- | ----------------- | ----- | ----- |
| 1       | Verona Elder      | 53,99 | Q     |
| 2       | Ludmyła Aksionowa | 54,19 | Q     |
| 3       | Danuta Piecyk     | 55,55 |       |

Bieg 2
| Miejsce | Zawodniczka       | Czas  | Uwagi |
| ------- | ----------------- | ----- | ----- |
| 1       | Nadieżda Iljina   | 54,29 | Q     |
| 2       | Inta Kļimoviča    | 54,48 | Q     |
| –       | Jordanka Filipowa | DQ    |       |

### Finał
Opracowano na podstawie materiału źródłowego.
| Miejsce | Zawodniczka       | Czas  |
| ------- | ----------------- | ----- |
| 1       | Verona Elder      | 52,68 |
| 2       | Nadieżda Iljina   | 53,21 |
| 3       | Inta Kļimoviča    | 53,91 |
| 4       | Ludmyła Aksionowa | 54,01 |